# Giorgio Rastelli
Giorgio Rastelli (Livorno, 5 novembre 1905 – ...) è stato uno schermidore italiano, specializzato nella spada. Ha vinto una medaglia d'argento ai campionati mondiali di scherma.

## Palmarès
In carriera ha ottenuto i seguenti risultati:

### Mondiali
Individuale
A squadre
- Argento nella spada a Varsavia 1934